# After Here Through Midland
| Críticas profissionais | Críticas profissionais |
| Avaliações da crítica  | Avaliações da crítica  |
| Fonte                  | Avaliação              |
| ---------------------- | ---------------------- |
| allmusic               | link                   |

After Here Through Midland é o segundo álbum de estúdio da banda Cock Robin, lançado em 1987.

## Faixas
Todas as faixas por Peter Kingsbery, exceto onde anotado.
1. "Just Around the Corner" (Kieron Goss, Kingsberry) — 4:13
2. "The Biggest Fool of All" — 4:22
3. "El Norte" — 4:43
4. "I'll Send Them Your Way" — 4:15
5. "Another Story" — 3:55
6. "Coward's Courage" — 4:44
7. "Every Moment" — 4:06
8. "Precious Dreams" — 4:26
9. "After Here Through Midland" — 4:10

## Desempenho nas paradas musicais
| Parada musical (1987)          | Posição |
| ------------------------------ | ------- |
| Estados Unidos - Billboard 200 | 166     |

## Créditos
Cock Robin
- Peter Kingsbery — Vocal, teclados, baixo
- Anna LaCazio — Vocal

Músicos adicionais
- Tim Pierce — Guitarra
- Denny Fongheiser — Bateria, percussão
- Dennis Herring — Guitarra acústica em "The Biggest Fool of All"
- Brian Kilgore — Conga em "Precious Dreams"